# Lis (Albania)
Lis è una frazione del comune di Mat in Albania (prefettura di Dibër).
Fino alla riforma amministrativa del 2015 era comune autonomo, dopo la riforma è stato accorpato, insieme agli ex-comuni di Baz, Burrel, Derjan, Komsi, Macukull, Rukaj e Ulëza costituire la municipalità di Mat.

## Località
Il comune era formato dall'insieme delle seguenti località:
- Lis
- Vinjoll
- Gjallish
- Burgajet
- Zenisht
- Shoshaj
- Mallunx